# 2010 AL30
2010 AL30 هو كويكب، يقع ضمن كويكبات أبولو. اكتشف في 10 يناير 2010.

## روابط خارجية
- 2010 AL30 في قاعدة بيانات مختبر الدفع النفاث لأجرام النظام الشمسي الصغيرة

- الاكتشاف · مخطط المدار ·  العناصر المدارية · المعلمات المادية

- 2010 AL30 على موقع ويكي سكاي: DSS2, SDSS, GALEX, IRAS, Hydrogen α, X-Ray, Astrophoto, Sky Map, Articles and images